# La forastera
La Forastera és una sèrie de televisió en valencià, coproduïda per Albena Produccions i Nakamura Films, juntament amb À Punt Mèdia, pel canal de televisió d'À Punt. Filmada l'estiu de 2018 principalment a Segart, i també a Gàtova i Castellnou, la sèrie es va estrenar el 24 de març de 2019, sent la primera ficció de comèdia de televisió per al canal autonòmic valencià. La primera temporada de la sèrie té 8 episodis amb una durada de 50 minuts per capítol. A TV3 es va emetre a partir del 16 d'abril del 2020.

## Argument
La sèrie explica la història d'una jove valenciana, tot i que procedent de Barcelona, que arriba a una petita comunitat rural valenciana on, seguint la tradició local, serà rebuda com la forastera. És el contrast d'una persona de ciutat, acostumada a viure amb totes les comoditats, i també totes les coses en contra que això té, que arriba a un lloc que li resulta estrany i fins i tot, al principi, hostil. Però, poc a poc, anirà descobrint els avantatges que té i fins i tot es convertirà, en contra del que pensava, en una espècie de lloc idíl·lic i paradisíac. La noia representa una empresa catalana, distribuïdora de begudes refrescants, que l'ha enviat a terres valencianes amb l'objectiu d'obrir nous mercats, però per casualitat descobreix una beguda artesana local, a base de cireres, i de seguida veu les possibilitats de comercialitzar-la.

## Repartiment
Els personatges principals estan formats per:
- Maria Maroto - Lola
- Jordi Ballester - Josep
- Àngel Fígols - Xavi
- Victoria Salvador - Marisa
- María Juan - Teresa
- Juansa Lloret - Jordi "Culata"

Amb la col·laboració especial de:
- Enric Benavent - Paco
- Álvaro Bàguena - Benet
- Pep Sellés - Carles

## Episodis

### À Punt
| Temporada | Temporada | Episodis | Dates d'emissió    | Dates d'emissió    | Audiència (mitjana) | Audiència (mitjana) |
| Temporada | Temporada | Episodis | Inici              | Fi                 | Espectadors         | Quota               |
| --------- | --------- | -------- | ------------------ | ------------------ | ------------------- | ------------------- |
|           | 1         | 8        | 24 de març de 2019 | 19 de maig de 2019 | 51.000              | 2,5%                |

### TV3
| Temporada | Temporada | Episodis | Dates d'emissió    | Dates d'emissió   | Audiència (mitjana) | Audiència (mitjana) |
| Temporada | Temporada | Episodis | Inici              | Fi                | Espectadors         | Quota               |
| --------- | --------- | -------- | ------------------ | ----------------- | ------------------- | ------------------- |
|           | 1         | 8        | 16 d'abril de 2020 | 4 de juny de 2020 |                     |                     |

### Primera temporada
| Núm. global | Núm. temp. | Títol         | Data d'estrena     | Audiència À Punt |
| --- | ---------- | ------------- | ------------------ | ---------------- |
| 1 | 1          | Imagine       | 24 de març de 2019 | 82.000 (3,7%)    |
| La Lola, una valenciana amb residència a Barcelona, es veu forçada a tornar a València en companyia de Xavi, la seva parella barcelonina, per a buscar sortida a la crisi d'imatge que pateix l'empresa de begudes per a la qual treballa. Però quan la Lola torna, res segueix sent com era abans. La seva mare s'ha traslladat a Serrabella, un petit poble de muntanya on la Lola trobarà la possible solució a tots els seus problemes, tot i que en crearà altres de nous. Convertida en la forastera, haurà de trobar el seu lloc al poble. |            |               |                    |                  |
| |            |               |                    |                  |
| 2 | 2          | Subterrània   | 31 de març de 2019 | 48.000 (2,1%)    |
| La Lola vol convèncer a l'Empar i al Josep per a comprar-los la seva recepta de cola artesana. Inicialment, Josep no estarà d'acord, però els problemes que arrossega la cooperativa faran que es replantegi el seu posicionament. |            |               |                    |                  |
| |            |               |                    |                  |
| 3 | 3          | La corda      | 7 d'abril de 2019  | 49.000 (2,3%)    |
| L'arribada d'en Xavi fa que en Josep no vulgui vendre la fórmula de l'Empar. La Lola i en Xavi canvien d'estratègia i opten per pressionar la família Martí organitzant un concurs de paelles. Tot el poble valora positivament el potencial de les Begudes Morell com a inversors de Serrabella. |            |               |                    |                  |
| |            |               |                    |                  |
| 4 | 4          | Pobre Martí   | 14 d'abril de 2019 | 35.000 (1,9%)    |
| L'ultimàtum d'en Xavi ha tensat la relació entre els Martí i la Lola, que tractarà de reconduir la relació amb en Josep, fent-li veure que pot ser les coses a la seva manera. Jugant una partida de parxís, en Xavi descobrirà que la fórmula de la cola no només és cosa de l'Empar. Culata vol demanar matrimoni a la Marisa, però l'anell ha desaparegut. |            |               |                    |                  |
| |            |               |                    |                  |
| 5 | 5          | Referèndum    | 21 d'abril de 2019 | 51.000 (2,6%)    |
| El poble es prepara pel referèndum en el qual es decidirà si la fórmula de la cola es ven a Morell. La notícia atreu als mitjans de comunicació que apareixen per a cobrir l'esdeveniment. En Xavi i la Lola fan campanya pel sí, però en Xavi posa en marxa un pla que la Lola desconeixia. Culata es distancia de Marisa per una informació que ha rebut de la Lola. |            |               |                    |                  |
| |            |               |                    |                  |
| 6 | 6          | Vetlatori     | 5 de maig de 2019  | 42.000 (2,1%)    |
| Després de la victòria del sí, en Xavi i la Lola reben una trucada important des de Barcelona. En Xavi se n'anirà per a atendre les peticions d'en Carles a Begudes Morell i la Lola es quedarà sola bregant amb els cooperativistes. En Josep agafarà la iniciativa per a vetllar pel bon funcionament de la pròxima fabricació industrial de la cola. |            |               |                    |                  |
| |            |               |                    |                  |
| 7 | 7          | La gran prova | 12 de maig de 2019 | 42.000 (2,2%)    |
| Amb Morell fora, i després de l'accident de l'Empar, ningú tenia clar que la cola pogués arribar a fer-se com els cooperativistes havien pactat amb la Lola. En Josep ven la seva casa al Paco. L'Àngela, la neta de l'Empar, pensa que sabrà fer cola com la feia la seva àvia. Només falta trobar l'ingredient secret. |            |               |                    |                  |
| |            |               |                    |                  |
| 8 | 8          | Una d'amor    | 19 de maig de 2019 | 62.000 (3,2%)    |
| Ara que la fabricació de la cola pot ser una realitat, en Paco confessa als cooperativistes i a la Lola que ha arribat a un acord, unilateralment, amb un comprador de cirera. La Lola haurà de trobar compradors de la beguda en un temps rècord per a garantir que la producció no quedi en res. Per a aconseguir-ho, la Marisa jugarà una última carta. |            |               |                    |                  |